# Salvatore Cardillo
Salvatore Cardillo (Napoli, 20 febbraio 1874 – New York, 5 febbraio 1947) è stato un compositore italiano.

## Biografia
Studiò nella città natale, diplomandosi in pianoforte, composizione e direzione d'orchestra; nel 1903 emigrò negli Stati Uniti. Tra i suoi lavori spicca la celebre canzone napoletana Core 'ngrato, composta sopra un testo scritto nel 1911 da Alessandro Sisca (detto Riccardo Cordiferro): capace di esprimere in musica la tormentata sofferenza degli emigrati, conseguente alla lontananza dall'Italia, la canzone ebbe un grande successo, che perdura tuttora.
In una lettera alla cugina Wanda, riferendosi a Core 'ngrato, Cardillo scrisse:
Non è però chiaro a quali canzoni vere alluda.
Le canzoni ufficialmente conosciute:
- Core 'ngrato su testo di Alessandro Sisca;
- Oi Luna su testo di Alessandro Sisca - pubblicato da G. Schirmer Inc., New York 1921;
- Barcarola su testo di Edoardo San Giovanni - pubblicato da G. Schirmer Inc., New York 1921;